# 話題のシーンを再現 ミラクル実験SHOW
『話題のシーンを再現 ミラクル実験SHOW』（わだいのシーンをさいげんミラクルじっけんショー）は、テレビ静岡制作、FNS系列27局ネットで2010年5月23日（日曜日）16:05 - 17:20に放送された教養番組である。

## 概要
アニメや特撮などで出てくる不思議な状況が現実に可能か否かを科学実験により検証していく番組。
元々は、テレビ静岡が2005年10月 - 2008年5月まで毎週木曜日22:54 - 23:00に放送していた「ドコでモ空想科学」というローカル番組であった。
その後、FNSソフト工場「とびだせ!空想科学」として2007年12月30日に全国に紹介された。
そして「漫画やアニメの名場面が現実に!?とびだせ!空想科学」（2008年8月3日）、「とびだせ!空想科学　アニメの世界を大実験SP」（2009年7月5日）の2シリーズが制作された。
本番組は、知的好奇心×笑的探究心サイエンスバラエティ!!「話題のシーンを再現 ミラクル実験SHOW」と題し、さまざまな実験を行っていく。

## 出演

### ミラクル研究員
- キャイ〜ン（天野ひろゆき、ウド鈴木）
- チュートリアル（福田充徳、徳井義実）
- SHELLY
- 矢口真里

### ミラクル天才研究員
アニメで登場。
- フジっ子（声：もう中学生）
- フジ夫（声：バカリズム）

### ナレーション
- 真地勇志

## 実験内容
話題のシーンを再現 ミラクル実験SHOW（2010年5月23日放送）
1. 必殺シュート炸裂!（ツインシュートでジグザグ魔球は生まれるのか?）
〈実験参加研究員〉アンジャッシュ、石川梨華、岩本輝雄、澤登正朗、本並健治
2. 絶叫でガラスは割れる?（マイケル・ジャクソン「Scream」のPVの場面は実現するのか?）
〈実験参加研究員〉SHELLY、我が家、マイコーりょう、田中雅之（クリスタルキング）、マモノ（デス・メタルバンド）、羽山章生（オペラ・テノール歌手）
3. ターミネーターはつくれる!? （スタジオで生実験・パワースーツをつけた矢口は米を何kg持てるのか?）
4. 風船で家は飛ぶ?（カールじいさんの空飛ぶ家は実現するのか?）
〈実験参加研究員〉キャイ〜ン、道重さゆみ・光井愛佳・リンリン（モーニング娘。）、KONISHIKI、ぼれろ

とびだせ!空想科学 アニメの世界を大実験SP（2009年7月5日放送）
- MC：関根勤、近藤英恵（当時・テレビ静岡アナウンサー）

1. 人は透明人間になれるのか?　
〈実験参加研究員〉アンガールズ、矢口真里、道重さゆみ
2. ルフィのゴムゴム銃は再現できるのか?
〈実験参加研究員〉ロバート
3. 北斗の拳の百裂拳は再現できるのか?
〈実験参加研究員〉宮川大輔、辻希美
4. 再挑戦!クルマは天井を走るのか?
〈実験参加研究員〉アンジャッシュ、優木まおみ

漫画やアニメの名場面が現実に!? とびだせ!空想科学（2008年8月3日放送）
- MC：柳田理科雄（空想科学研究所主任研究員)、近藤英恵（当時・テレビ静岡アナウンサー）
- スタジオゲスト：関根勤、YOU、土田晃之、有吉弘行、磯山さやか
- ナレーション：奥田民義

1. 自動車は本当に天井を走れるのか?
2. 孫悟空の金剛輪を作ってみよう
3. 人は日本刀で鉄を斬れるのか?
4. 三匹の子豚のオオカミの肺活量は?

- 検証ロケ：アンジャッシュ

とびだせ!空想科学（2007年12月30日放送）
- MC：柳田理科雄（空想科学研究所主任研究員／明治大学理工学部非常勤講師）、千野志麻
- スタジオゲスト：福田沙紀、アンジャッシュ
- VTR出演：ななめ45°、藤本淳吾（清水エスパルス）、矢島卓郎（清水エスパルス）
- 実況：渡邊雅彦（テレビ静岡アナウンサー）
- ナレーション：田中宏枝（テレビ静岡アナウンサー）

1. ウルトラマンの身長と体重を検証!
2. キャプテン翼・大空翼くんのシュート力を検証!
3. レーザー攻撃から身を守る方法を検証!
4. ルパンのドライブテクニックを検証!
5. ハイジの長〜いブランコを検証!